# Rotunda svatého Pantaleona (Pustiměř)
Rotunda svatého Pantaleona v Pustiměři byla svého času největší stavbou svého druhu v Čechách i na Moravě – do svatostánku se mohlo vejít při plné kapacitě až 200 lidí. Byla vybudována v románském slohu, pravděpodobně v první polovině 12. století; ovšem někteří historici datují vznik rotundy do období knížecí vlády Vratislava II., tedy před rok 1085. Dřívější datování umožňuje nález 6 hrobů v těsné blízkosti kostela. První věrohodná zmínka o existenci rotundy v dochovaných listinách je až z roku 1232.
Pro české země netradiční zasvěcení svatostánku sv. Pantaleonovi údajně vzniklo na základě obliby tohoto východního světce biskupem Jindřichem Zdíkem (1126–1150), o čemž existuje pozdní svědectví v listu papeže Inocence IV. z roku 1247. Sv. Pantaleon byl ochráncem zdravotníků a zdravotnictví a biskup Zdík po prodělané těžké nemoci přislíbil zasvětit světci kostel. Při založení pustiměřského kláštera biskupem Janem VII. Volkem (1334–1351) v roce 1340 byla rotunda zpočátku kostelem klášterním (v něm byl také biskup-fundátor pohřben), a to do doby, než byl postaven nový kostel. Za josefinských reforem byla rotunda odsvěcena a kolem roku 1821 byla většina jejího zdiva rozebrána, takže se dodnes dochovalo jen malé torzo z její lodi a část apsidy. Zbytky rotundy stojí nad dnešní kaplí svaté Anny a jsou součástí poutního místa. Pozůstatky rotundy jsou chráněny jako kulturní památka České republiky.

## Fotogalerie

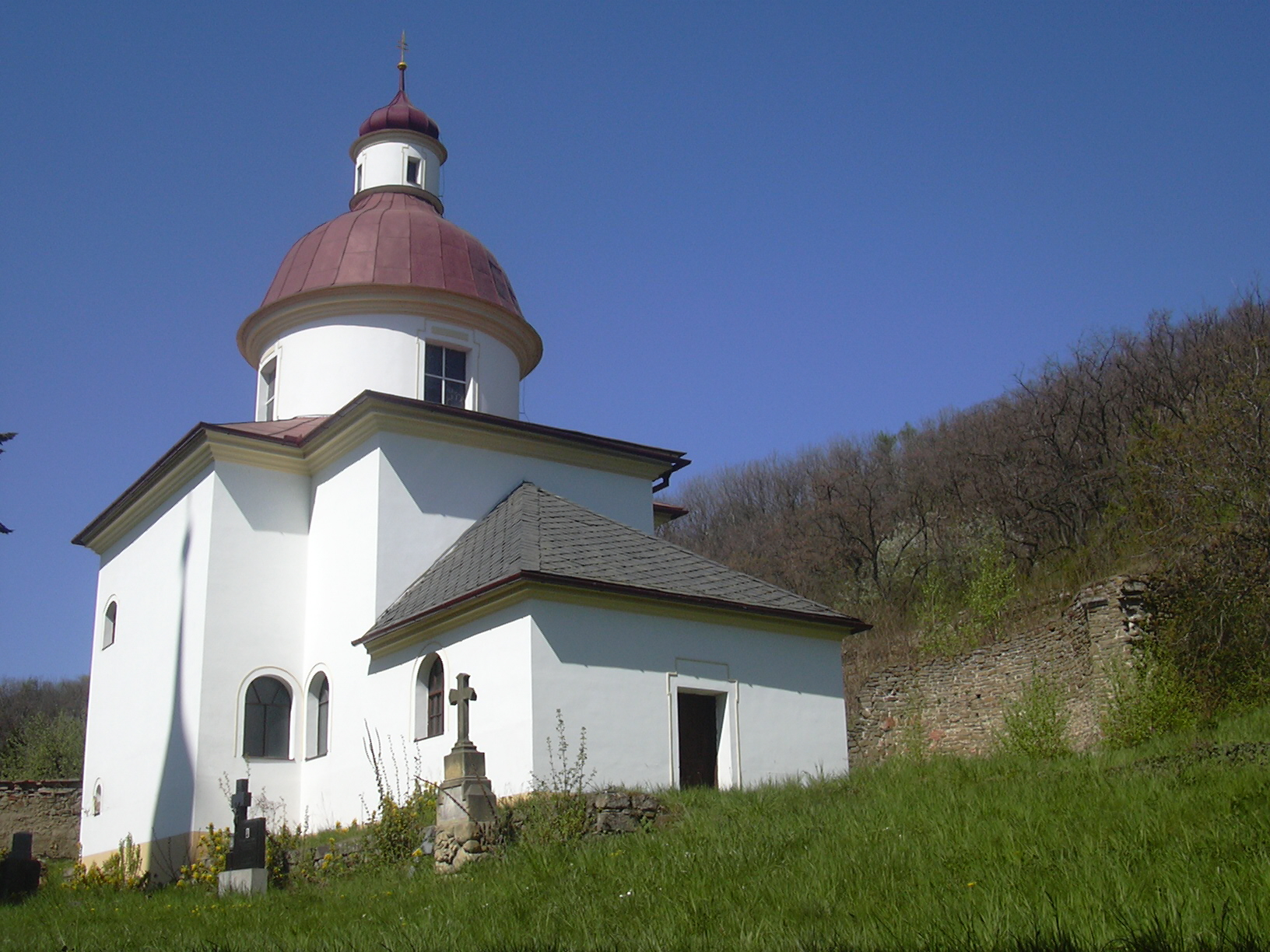
Zbytky rotundy situované za kaplí svaté Anny
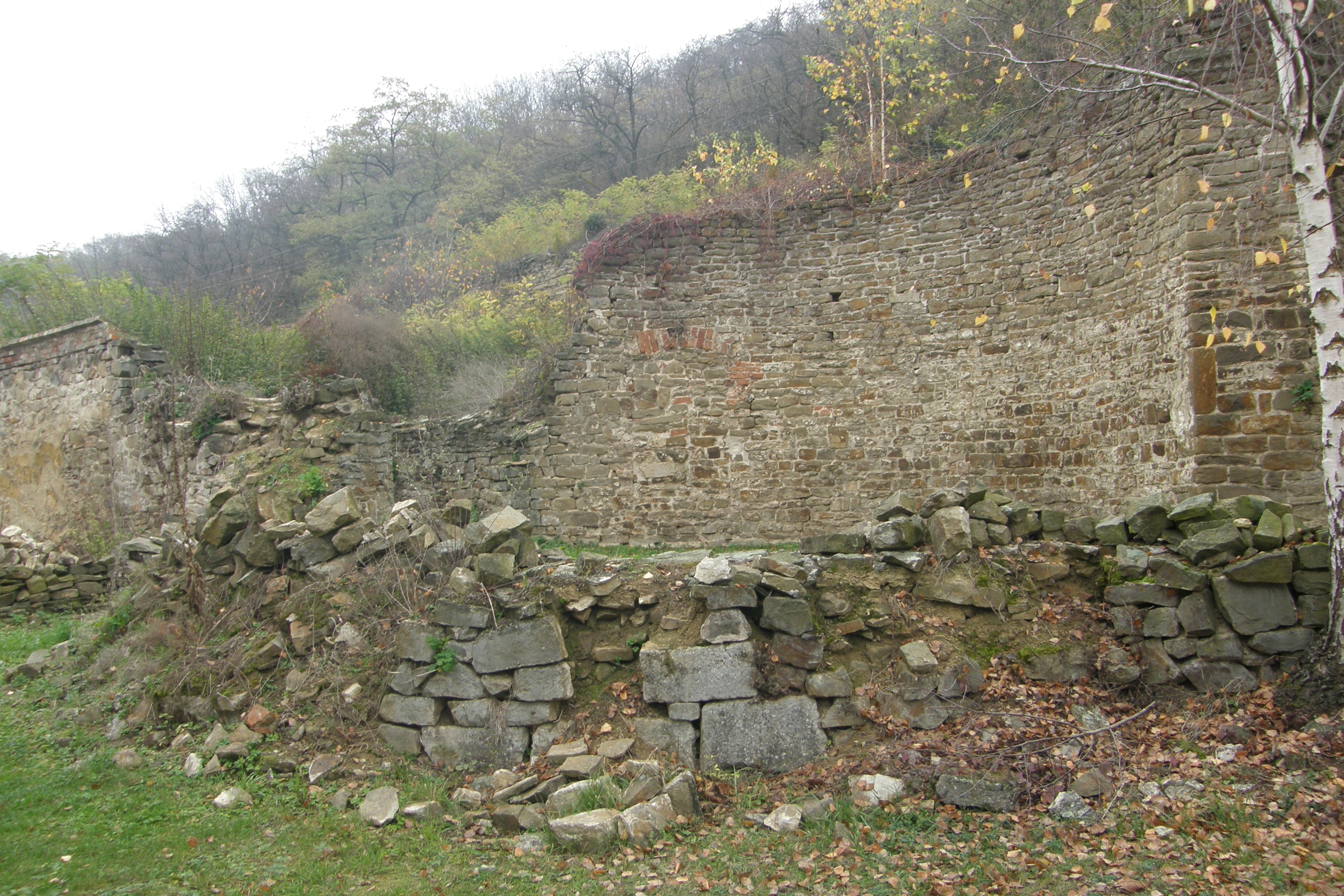
Rotunda svatého Pantaleona
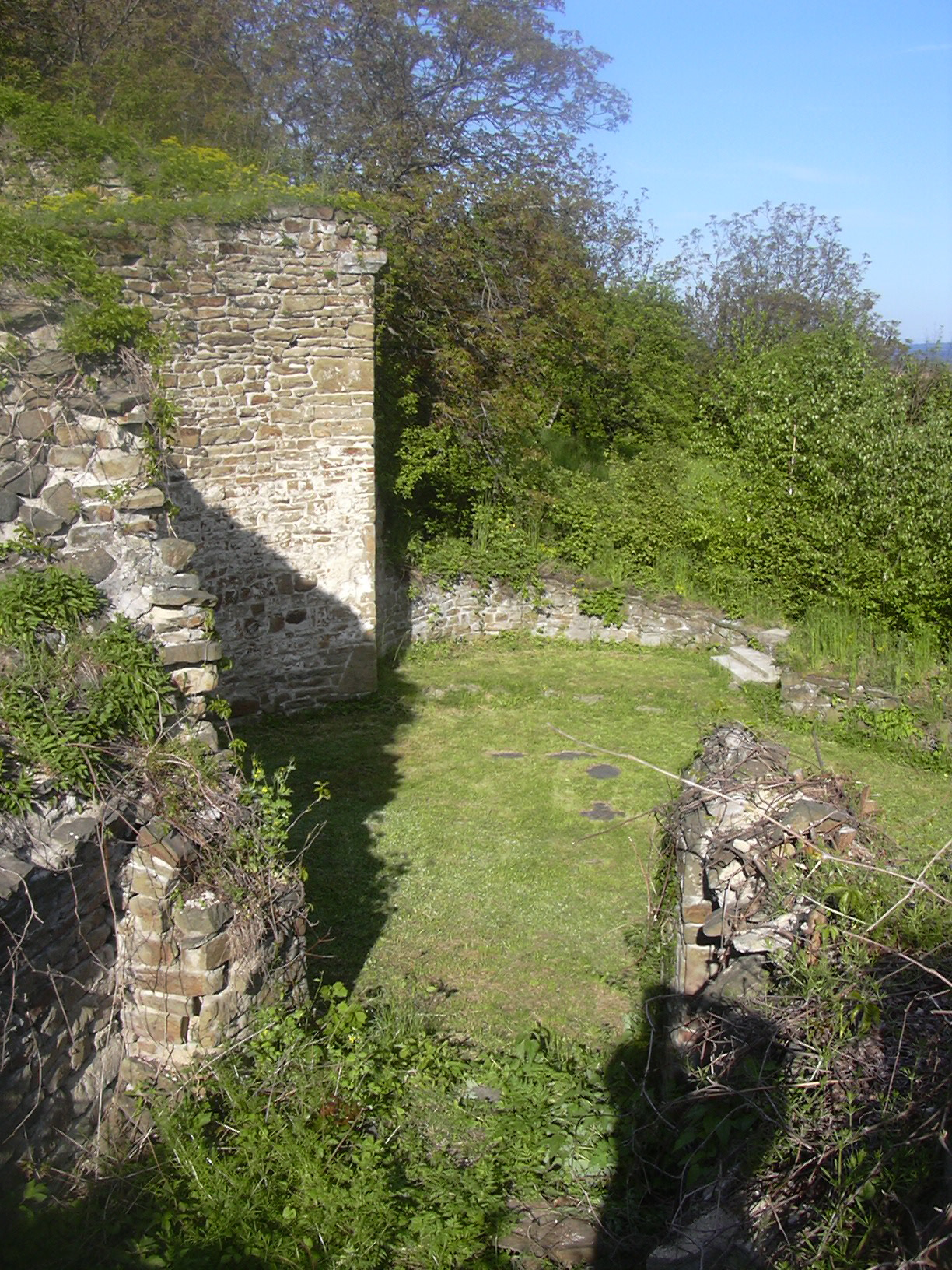
Rotunda svatého Pantaleona
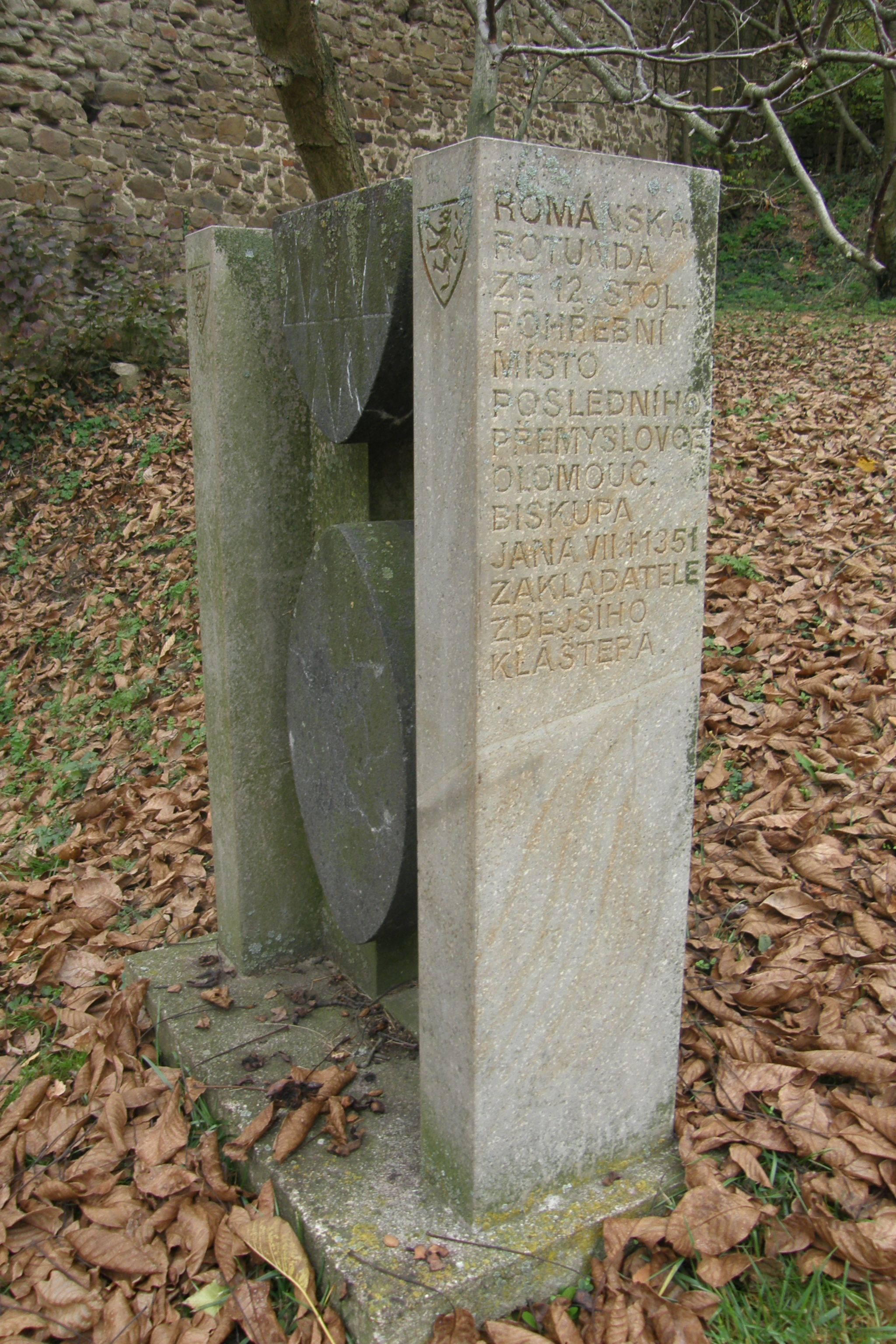
Poutní místo
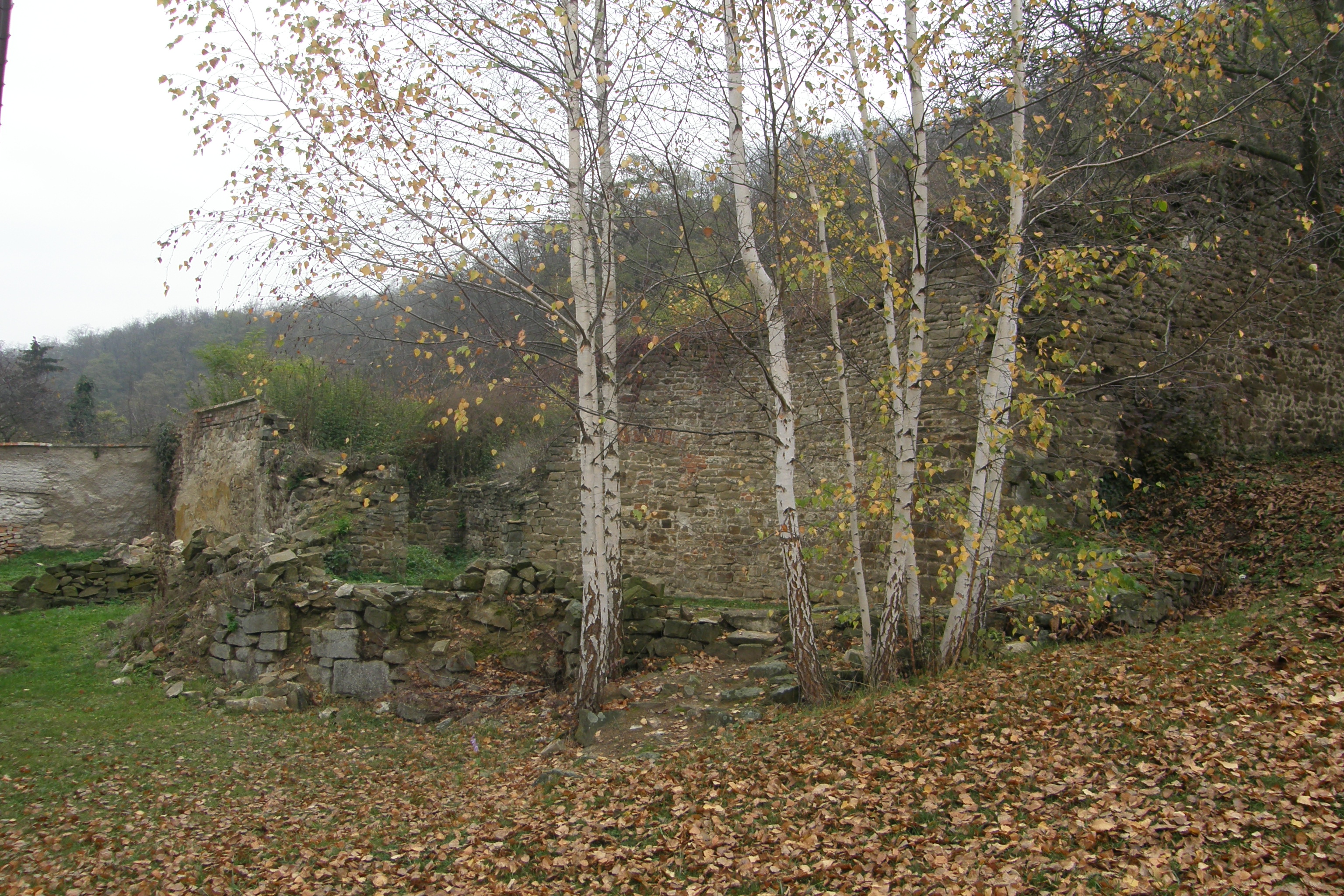
Detail